# Zgromadzenie Narodowe (Bhutan)
Zgromadzenie Narodowe w Bhutanie – izba niższa bikameralnego parlamentu Królestwa Bhutanu. Od 2008 roku tworzy je 47 deputowanych wybieranych w wyborach powszechnych. Do izby dostają się przedstawiciele dwóch partii, które zdobyły największe poparcie w pierwszej turze. W drugiej turze wybiera się właściwych reprezentantów. Przed reformą z 2008, jedna trzecia składu izby pochodziła z nominacji króla, jedna trzecia z buddyjskich duchownych, a ostatnia część składała się z przedstawicieli wojska i dwóch reprezentantów biznesu.
Obecny skład Zgromadzenia pochodzi z wyborów przeprowadzonych w 2018 roku. Dominują w nim przedstawiciele Druk Nyamrup Tshogpa z trzydziestoma mandatami. Pozostałych siedemnastu deputowanych pochodzi z partii Druk Phuensum Tshogpa.
Obecnym premierem jest Lotay Tshering.